# 洛斯巴耶斯 (卡尼亞薩斯區)
洛斯巴耶斯（西班牙語：Los Valles），是巴拿馬的城鎮，位於該國中西部，由貝拉瓜斯省的卡尼亞薩斯區負責管轄，面積81.7平方公里，海拔高度508米，2010年人口1,200，人口密度每平方公里14.7人。